# 33191 Santiagostone
33191 Santiagostone è un asteroide della fascia principale. Scoperto nel 1998, presenta un'orbita caratterizzata da un semiasse maggiore pari a 2,9664898 UA e da un'eccentricità di 0,0676780, inclinata di 9,91358° rispetto all'eclittica.